# Agualva (Praia da Vitória)

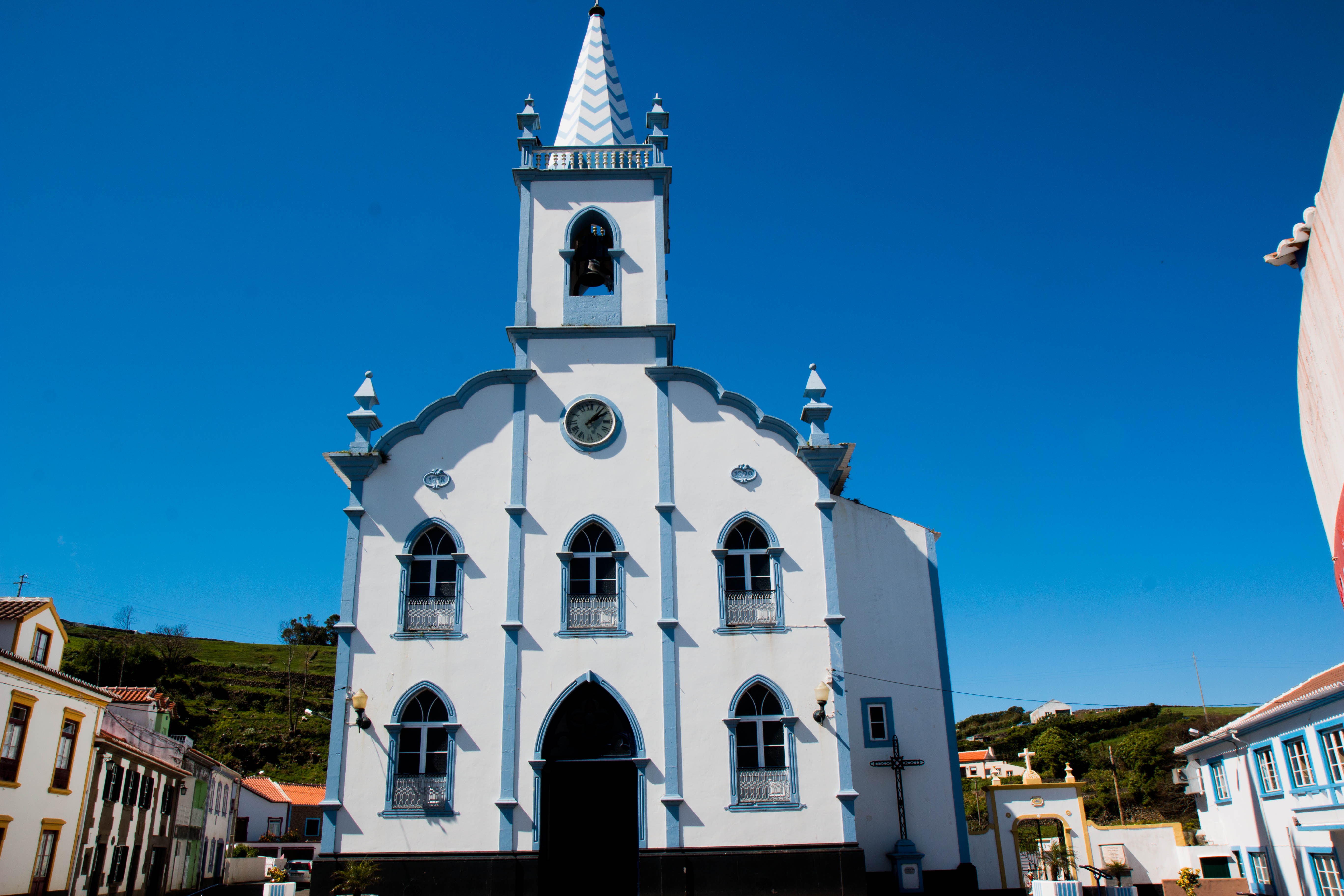
Igreja da Agualva

Agualva é uma freguesia portuguesa do município da Praia da Vitória, na ilha Terceira, Região Autónoma dos Açores, com 35,70 km² de área e 1235 habitantes (censo de 2021). A sua densidade populacional é 34,6 hab./km².
O nome deste povoado localizado no noroeste da Ilha Terceira deriva da clareza e pureza das suas águas (água alva), que com o falar popular terminou no atual termo Agualva. O nome está intimamente relacionado com o grande número de fontes de água cristalina que existem no seu território e que a tem valorizado desde o seu povoamento.

## Descrição geográfica
É a maior freguesia da ilha Terceira. A Igreja Paroquial desta freguesia é dedicada a Nossa Senhora da Assunção, por tradição é conhecida pelo povo por Nossa Senhora de Guadalupe, e é festejada a 15 de Agosto de cada ano. Tem alguns moinhos ainda em bom estado de conservação, que lhe dão beleza e encanto. Tem muitos pomares e muito arvoredo e grande abundância de águas. Encontra-se aqui uma das mais altas serras da ilha, com 808 metros de altitude no seu ponto mais alto, o Pico Alto.
Devido ao grande volume de águas das suas nascentes chegou a ter, só ao longo da ribeira principal 48 moinhos que moíam a farinha para grande parte da ilha Terceira. Atualmente é das nascentes desta freguesia que sai grande parte do volume de água que abastece o concelho da Praia da Vitória.
As suas terras bem irrigadas e profundas são de grande produtividade surgindo na paisagem pomares de frutos variados, se bem que atualmente a principal atividade é a agro-pecuária, seguida da indústria da serração e da transformação de madeiras, graças à grande cobertura florestal, a metalomecânicas, e a floricultura.
Encontra-se a uma milha a poente da freguesia da Vila Nova, e confina entre a ribeira da Vila Nova e a estrada que circunda a ilha Terceira entre o Pico dos Loiros, a norte, e o sítio das Caies, a sul. As duas léguas e meia que distam a cidade da Praia da Vitória.
Há duzentos anos esta freguesia era pouco mais do que um grande pomar, onde despontavam algumas moradias. Cultivavam-se nogueiras e castanheiros, pereiras e macieiras, pessegueiros, e laranjeiras. Ao longo dos séculos estas culturas foram-se alterando sendo atualmente os campos praticamente ocupados apenas por extensas pastagens onde surgem além das costumeiras vacas leiteiras e famoso Gado do Ramo Grande.
O gado caprino que na altura existia em grande número e que fazia muitos estragos na vegetação natural foi a mandado pelo então capitão-general Francisco António de Araújo e Azevedo ser reduzido ao mínimo.
Esta localidade é assim possuidora de boas e largas terras, as conhecidas terras do Ramo Grande, são tidas entre as melhores e mais planas da ilha. Estas terras no ano de 1643 rendiam de apenas o dízimo de trigo de quinhentos a seiscentos moios como foros a el-rei de Portugal.

## História
A data exata dos primeiros povoamentos no lugar da Agualva é desconhecida, sabe-se no entanto que é anterior a 1588, visto que nesta data, no dia 29 de fevereiro, se deu a criação da paróquia e freguesia de Agualva por força do alvará datado da mesma data. Mais tarde, em 7 de agosto de 1590, é emitido um alvará régio que vem equiparar a paróquia de Agualva à paróquia de São Pedro, na freguesia próxima dos Biscoitos.
Quatro anos mais tarde, no dia 3 de fevereiro de 1594 é instituído por João Homem Guadalupe, numa ermida por ele mandada fazer, numa propriedade da sua família presente outrora no lugar da presente igreja. Por causa da ocorrência de vários sismos ao longo do tempo, passou por várias reformas e restauros, com o aumento da população e a necessidade de um espaço maior é elevada à presente Igreja de Nossa Senhora de Guadalupe edificado entre o ano de 1929 a 1939.
A atribuição da denominação do nome tanto da ermida e da presente igreja  de "Nossa Senhora de Guadalupe" do hábito tradicional do povo de referir o anterior proprietário do terreno nela edificado. Sendo que por vezes ainda se ouvir de "Nossa Senhora dos Guadalupe", mostrando de forma correta esta mesma referencia. Tendo levado na primeira década do presente século por desconhecimento desta tradição e da mesma razão desta denominação ter ocorrido desacatos na população, quanto ao real padroeiro da paróquia. Resolvendo-se a situação lendo-se os registos antigos, esclarecendo definitivamente a situação e mantendo a padroeira real de "Nossa Senhora da Assunção", por tradição popular de "Nossa Senhora de Guadalupe".
Utilizando como campo de trabalho os registo paroquiais datados do 15 de abril de 1623 é possível verificar-se que o nome do lugar “Agualva” em vez de Água Alva era já usado.
Tal como se verifica numa carta de Pêro Anes do Canto que se encontra datada do dia 16 de agosto de 1552 que este mandou ao então rei de Portugal e cujo documentos originais se encontram arquivado na Torre do Tombo, são usados as referências do lugar nos seguintes termos: “Senhor - Eu tenho humas erdades n’esta Ilha Terceyra onde chamam Aguaalva e Lages…”. Atenção ao termo Aguaalva em que as palavras água e alva se encontra na forma aglutinada.
A data mais provável para a completa independência desta freguesia é apontada como o último quartel do século XVI. Surge num registo de baptismo cuja data é do dia 8 de Dezembro de 1607, em que foi baptizada uma menina de nome Vitória, na já Igreja Paroquial do Espírito Santo, registo esse que informa que os pais eram oriundos da freguesia de Nossa Senhora do Guadalupe. É importante, também referir que atualmente toda a área que compreende a freguesia de Agualva, era outrora curato da Freguesia de Vila Nova.
A história desta freguesia está, como não poderia deixar de ser intimamente relacionada com a do concelho a que pertence e com a da ilha em particular.

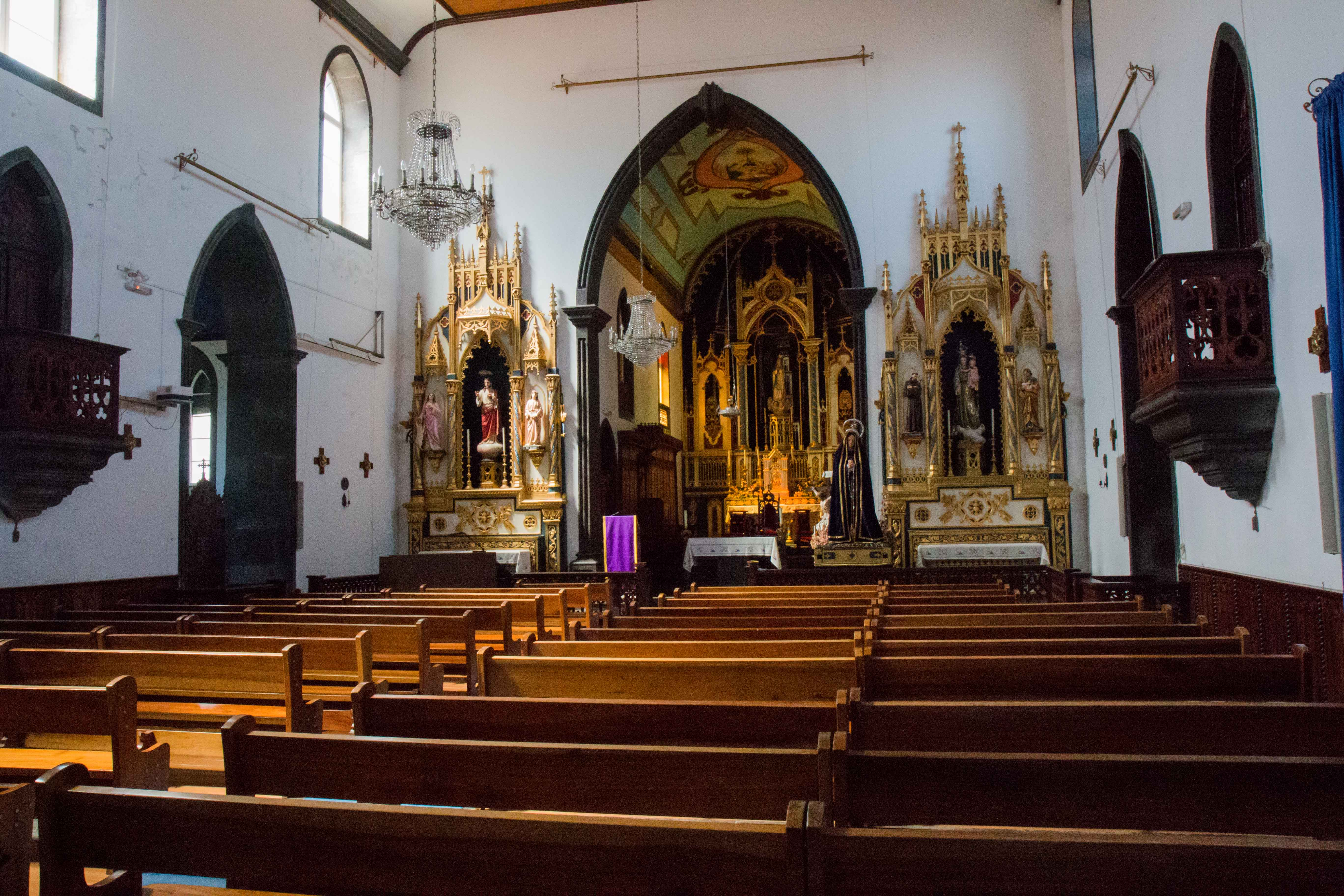
Igreja da Agualva - Interior

Foi o caso da Batalha do dia 27 de julho de 1583, em que saiu vitorioso o então Marquês de Santa Cruz, e que teve como grande derrotado exército francês que no entanto se entrincheirou no lugar do Moinhos da Agualva e que causou grandes problemas pela localidade.
Usando como base militar pelo exército francês durante algum tempo devido às boas condições ali encontradas, particularmente abundância de boa água e alimentos.
Para terem um sítio bem fortificado, as tropas francesas deram início à construção de uma muralha. Muralha essa cujos vestígios ainda nos dias de hoje se encontram na Rua dos Moinhos.
Este período de guerras só terminou com a chegada de um representante do Governo francês que veio à ilha com o objectivo de poupar a vida aos franceses. Situação que se veio a verificar.
Anos mais tarde foram encontradas muitas peças de prata enterradas no local denominado Quinta de Santa Maria Madalena, levando este achado a crer que tenham sido escondidos ou por parte das tropas, tendo estas saqueado as pratas em algum lugar da ilha por onde passaram ou então terem sido escondidas por alguém da localidade para evitar o roubo, sendo no entanto de estranhar o porquê da sua não recuperação quando as tropas abandonaram a localidade.
No dia 11 de setembro de 1813 uma calamidade natural arrasou parte substancial desta freguesia. Uma grande inundação em forma de aluvião trazendo lamas e pedras desceu das serras sobranceiras ao povoado causado grande destruição.
Novamente no dia 15 de junho de 1841, esta freguesia esteve sob acção das forças naturais, desta vez como forma de um terramoto. Aquele que ficou conhecido na história dos Açores como a Caída da Praia.

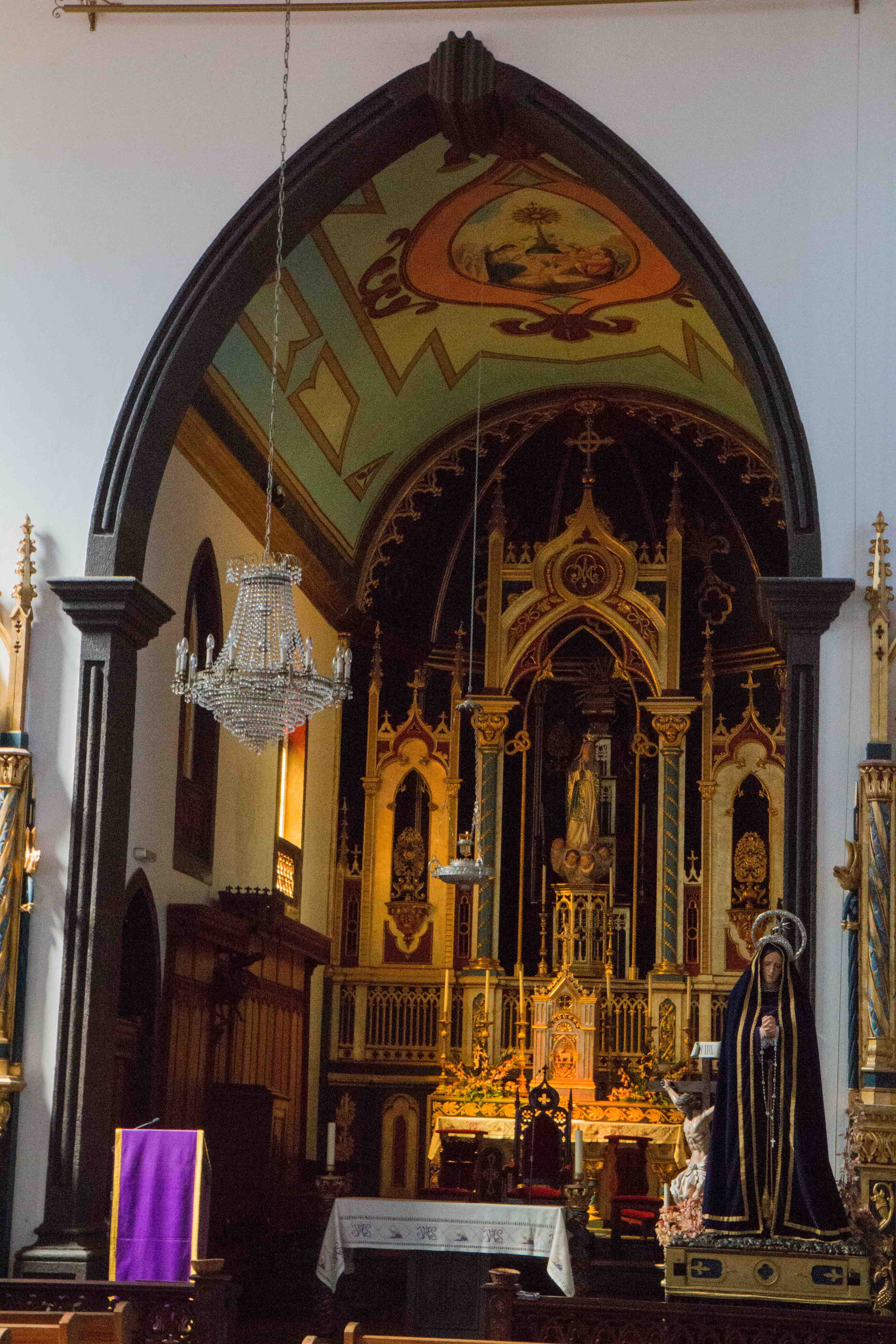
Igreja da Agualva - Altar Mor

Mais recentemente, na década de sessenta do século XX, novas inundações causaram grandes estragos nesta localidade, desta vez tendo destruído parte da muralha dos franceses na Rua do Moinhos
O grande terramoto que em 15 de junho de 1841 que destruiu a Vila da Praia da Vitória. Fez nesta freguesia grande destruição que nós chega referida por Félix José da Costa Júnior da seguinte forma: “Agualva tem (tinha na altura) 267 fogos e 1186 almas. Teve duas casas com total ruína, e 30 gravemente arruinadas. (…) A torre do sino da igreja inclinou toda ao lado norte. (…) Acima do lugar do Outeiro do Filipe em todos os cerrados caíram as paredes divisórias em grandes lances, como eu observei no dia 4 de Julho, quando atravessei aquelas campinas para examinar as ruínas”
No dia 15 de Dezembro, de 2009 pela madrugada a freguesia devido a umas chuvas intensas ficou em apuros sendo o principal destaque do dia, cerca de 40 famílias ficaram sem as suas casas, além de que a água provocou danos muito complexos na freguesia. O principal causador desse acontecimento foi a ribeira que divide a freguesia, porque essa com as chuvas tornou-se imparável levando pela frente tudo.

## Demografia
A população registada nos censos foi:
| Distribuição da População por Grupos Etários | Distribuição da População por Grupos Etários | Distribuição da População por Grupos Etários | Distribuição da População por Grupos Etários | Distribuição da População por Grupos Etários |
| -------------------------------------------- | -------------------------------------------- | -------------------------------------------- | -------------------------------------------- | -------------------------------------------- |
| Ano                                          | 0-14 Anos                                    | 15-24 Anos                                   | 25-64 Anos                                   | > 65 Anos                                    |
| 2001                                         | 311                                          | 241                                          | 822                                          | 199                                          |
| 2011                                         | 188                                          | 212                                          | 795                                          | 237                                          |
| 2021                                         | 125                                          | 136                                          | 698                                          | 276                                          |

## Atividades lúdicas
Esta freguesia encontra-se entre as primeiras da ilha a ter uma filarmónica. A primeira filarmónica aqui existente foi dirigida por João Vieira Lopes Barbosa e José Machado Toledo, e chamava-se “a Agualvense”, a data da sua fundação remonta a 1868 e manteve-se em atividade por dezoito anos até 1886. Para a existência desta filarmónica muito contribuiu João Maria Brum.
A segunda filarmónica desta freguesia, denominada Sociedade Filarmónica Espírito Santo, tem data de fundação de 1921-1922, no entanto o seu Alvará só data de 4 de março de 1926, foi fundada por Jacinto Martins Cardoso, na altura governador civil, substituto, face aos Estatutos de 20 de fevereiro anterior formados por 43 artigos, distribuídos por sete capítulos e subscritos por Francisco de Paula Pimentel Correia, Aniceto Baptista Ourique, Aniceto José Baptista, José Correia da Silva, Artur Martins Toledo e Francisco Linhares Pereira. Estes estatutos afirmavam que esta agremiação tinha por fim: “tem por fim contribuir para o progresso e engrandecimento da freguesia, proporcionando aos seus habitantes alguns passa-tempos, por meio de tocatas públicas”.
Esta associação era detentora de uma casa cinema próxima da igreja.

## Agrupamento de escuteiros
A primeira festa escutista realizada nesta freguesia aconteceu no dia 1 de Janeiro de 1963 e foi precedida de velada de armas pelos escuteiros e guias. Compôs-se por mais de uma centena de rapazes e raparigas que firmaram as suas promessas como, como “lobitos”, “exploradores”, “pioneiros” e “caminheiros”. Desta forma foi instituído nesta freguesia o Agrupamento n.º CLIV do Corpo Nacional de Escutas (C.N.E.) e a Companhia n.º 3 da Associação Guias de Portugal.
Foi esta associação criada debaixo da protecção do Imaculado Coração de Maria e de Santa Teresinha. Teve por chefes Vítor Jorge Pamplona Ramos e Maria Helena Fartura.
O primeiro acampamento deste agrupamento aconteceu na zona da Reserva Natural da Alagoa da Fajãzinha, entre os dias 7 e 15 de Agosto de 1970 efectuado durante o 4° Acampamento Regional de Escutas. Teve este acontecimento uma representação inglesa e duas patrulhas do próprio agrupamento.

## Carros de Toldo
Das freguesias da ilha Terceira apenas as freguesias da Agualva, Vila Nova (Praia da Vitória) e Lajes (Praia da Vitória) são as que mantêm a tradição de colocarem Carros de Toldo, que na pratica são Carros de Bois engalanados para a festividade dos Espírito Santo e dos Bodos. Estes Carros de Toldo depois de devidamente enfeitados são colocados num largo da localidade, próximo da igreja e repletos de iguarias próprias dos domingos de bodo, onde se destaca, a massa sovada, o pão de milho, a morcela, a linguiça, favas cozidas com a casca cobertas de pimenta, vinho de cheiro, torresmos e muitos outros produtos tradicionais e que são oferecidos gratuitamente a quem passa pela praça.

## Águas e Moinhos
Esta freguesia assente numa das faldas eruptivas do vulcão do Pico Alto, cujas lavas além de escorrerem para o mar e deram origem a muitas outras elevações que no seu conjunto formam o Maciço do Pico Alto e provocam grande condensação ao favorecerem a acumulação de nuvens carregadas de humidade provenientes do oceano.
Esta abundância de nuvens que descarregam grandes quantidades de chuvas que por sua vez dão origem a uma das maiores quantidades de nascentes, ribeiras e fontes da ilha Terceira estão na origem da maior ribeira da localidade, a Ribeira da Agualva.
Esta ribeira atravessa o centro do povoado e é alimentada pelas águas de escurecia e por várias fontes como é o caso da Fonte do Lopes, da Fonte do Mendes, da Fonte da Portela, da Fonte da Silveira e da Fonte do Sabão, sendo esta última dotada de águas ferrolíticas tidas por medicinais.
Esta grande abundância de águas originou muitas nascentes cujas águas ora corriam livremente ou eram captadas para uso público. Nasceram assim vários chafarizes. Um dos mais emblemáticos encontra-se fronteiro à Igreja Paroquial de Igreja Paroquial de Nossa Senhora de Guadalupe, e deve-se ao então deputado José Maria Sieuve de Meneses, que para esse fim deu um subsídio de 250$000 réis fortes (moeda da altura). O outro chafariz da digno de nota foi da iniciativa do visconde de Bruges e que tem gravada a data de 1897.

## Surtos epidémicos
Desde o início do povoamento foram vários os surtos epidémicos que no rolar dos séculos flagelaram a ilha Terceira, e exceptuando o surto ocorrido em 1599, como a história regista, todos de uma forma ou de outra causaram danos na Agualva.
No entanto a falta de dados estatísticos ou referências não permitem estabelecer informações concretas, sendo apenas a moléstia ocorrida em 1908 pela qual esta freguesia foi uma das primeiras afectadas.
Este antigo hospital apresentava-se como um edifício, que oferecia razoáveis condições de isolamento, pecava por no entanto por ser demasiadamente pequeno. Tinha nas suas dependências uma casa térrea que lhe fica anexa e que podia adaptar-se a residência de enfermeiros. Do hospital no entanto só se podia utilizar três quartos onde se podia alojar seis doentes no máximo. Era de facto muito pouco, mas não havendo melhor, foi assim forçoso aproveitar o que havia e aí foram recolhidos os primeiros casos da freguesia da Agualva.

## Cemitério
A construção do cemitério desta freguesia, aqui também chamado Campo Santo (porque benzido) data de 1880. E foi mandado construir pela Junta da Freguesia, então debaixo da presidência de Joaquim Maria Brum. 83 anos mais tarde, em 27 de Abril de 1963 o cemitério teve de ser acrescentado dado o aumento da população, o mesmo acontecendo em 1969, mantendo desde essa data a configuração atual.

## Património construído
- Chafariz do Caminho Novo
- Azenha da Rua dos Moinhos (Agualva)
- Império do Espírito Santo dos Outeiros (Agualva)
- Império do Espírito Santo (Agualva)
- Igreja Paroquial de Nossa Senhora de Guadalupe
- Ermida Santa Maria Madalena
- Ermida de São Pedro
- Ermida de Nossa Senhora de Lourdes
- Miradouro da Alagoa - Daqui obtêm-se uma bonita panorâmica da costa rochosa junto à Reserva Natural da Alagoa da Fajãzinha
- Clube de Golfe da ilha Terceira
- Moinho de água da Rua dos Moinhos
- Parque das Frechas (muito convidativo no verão)

## Património natural
- Reserva Natural da Alagoa da Fajãzinha, localizada na Fajãzinha, local de paisagem protegida, rico em vegetação endémica da Macaronésia.
- Pico Alto, constitui um óptimo desafio para os amantes do passeio a pé. Neste pico pode-se desfrutar de uma óptima panorâmica sobre o "manto" de vegetação que constitui o interior da ilha e do Ramo Grande.
- Terra Brava, uma das mais extensas áreas de floresta nativa da ilha.
- Lagoas do Pico do Boi, também conhecidas como Chã das Lagoinhas.
- Pico Agudo,
- Pico do Boi
- Gruta da Nascente
- Furna das Pombas
- Ribeira da Agualva
- Ribeira das Pedras
- Ribeira do Silveira
- Fonte do Sabão
- Fonte das Ovelhas
- Fonte da Carlota
- Fonte do Alquebre

## Cronologia
- 1614 - 24 de Maio - Terramoto de grandes proporções causou enorme destruição na ilha Terceira, Açores, tendo praticamente arrasado a então ainda vila da Praia, facto que ficou registado na história sob a denominação de “Caída da Praia”. Manuel Luís Maldonado, Fenix Angrence (transcrição e notas de Helder Fernando Parreira de Sousa Lima, edição do Instituto Histórico da Ilha Terceira, Angra do Heroísmo, 1990, 2º vol., pp. 38–43).
- 1614  - 24 de Maio – A Ermida Santa Maria Madalena (Agualva)| Ermida Santa Maria Madalena é praticamente destruída pelo Terramoto enorme terramoto que arrasou a Vila da Praia e que deu origem ao tremo “Caída da Praia”.
- 1614  - 24 de Maio –  A Ermida de São Pedro (Agualva) é praticamente destruída pelo Terramoto enorme terramoto que arrasou a Vila da Praia e que deu origem ao tremo “Caída da Praia”.
- 1911 - 13 de Agosto – Fundação da Ermida de Nossa Senhora de Lourdes (Agualva)| Ermida de Nossa Senhora de Lourdes, na freguesia da Agualva (Praia da Vitória) Agualva, Praia da Vitória.[5]